# Arsio
Arsio (Nones: dárs, Arse) ist eine Fraktion der italienischen Gemeinde Novella in der Provinz Trient, Region Trentino-Südtirol.

## Geografie
Der Ort liegt im Nonstal, etwa 51 Kilometer nördlich von Trient und 54 Kilometer südwestlich von Bozen. Nachbarorte sind Cloz im Südwesten, Brez im Norden und Vasio Nordwesten. 

## Etymologie
Die Siedlung wurde nach Huter erstmals 1185 im Zusammenhang mit einem Warimberti de Arse erwähnt. Über den Ursprung des Namens gibt es verschiedene Theorien. Nach Battisti und Bruckner ist Arsio ein langobardischer Personenname, der in den Schriften des heiligen Viglius erwähnt wird. Lexer sieht dagegen eine Anlehnung mit dem mittelhochdeutschen erze, was auf den mittelalterlichen Erzabbau in der Umgebung hinweisen könnte. Das deutsche Exonym lautet Arz.

## Geschichte
Der Ort war Stammsitz der Ritter und Grafen Arz von Vasegg. Die Herren von Arsio waren zunächst Vasallen der Grafen von Eppan und nach deren Sturz der Grafen von Tirol. Arsio gehörte früher zum Gericht Castelfondo. Das 1185 erstmals erwähnte Schloss Alt- oder Ober-Arz, in jüngerer Zeit auch Castel Tava genannt, ist im Laufe der Zeit verfallen. 1281 kaufte Herzog Meinhard II. das Gericht des Dorfes Arsio, welches die Herren von Arsio zum Lehen trugen und eine Lehenschaft des Hochstiftes Trient war. Am 5. Juli 1334 genehmigte Herzog Heinrich von Kärnten dem Niklas von Arz den Bau eines neuen, des sogenannten unteren Schlosses, das nach der Kapelle Castello di Sant’Anna genannt wurde, als Tiroler Lehen inkl. der Gerichtsbarkeit über die Pfarre von Arz. Das Ober- und Unterschloss ließ Anfang des 15. Jahrhunderts Herzog Friedrich IV. zerstören. Während das Oberschloss nicht wiederaufgebaut wurde, entstand 1428 durch Wilhelm von Arz das Unterschloss neu. Des Weiteren besaßen die Grafen von Arz im Ortszentrum die Edelsitze Freieck und Arzberg. 1603 befreite Erzherzog Maximilian III. Arzberg für die Freiherren von Castagna. Nach deren Aussterben ging der Ansitz an die Grafen von Arz, ebenso Freieck, welches sie von den Freiherren von Manikor kauften. Die Grafen von Arz, die sich seit dem 16. Jahrhundert größtenteils im Etschtal aufhielten wurden bis Ende des 18. Jahrhunderts von den Tiroler Landesfürsten regelmäßig mit Schloss und Burgstall von Arsio belehnt. Daneben verfügten sie auch über das Patronatsrecht der Pfarrkirche von Arsio.
Im 18. Jahrhundert wurden Arsio und Castelfondo zu einem Gerichtsbezirk vereinigt, zu dem die Dörfer Brez, Arsio, Salobbi und die Weiler Carnalez, Traversara, Mulini del Bon und Rivo gehörten. Bis 1. Januar 2020 war Arsio eine Fraktion der Gemeinde Brez und wurde darauf der neu gegründeten Gemeinde Novella angeschlossen.

## Sehenswürdigkeiten

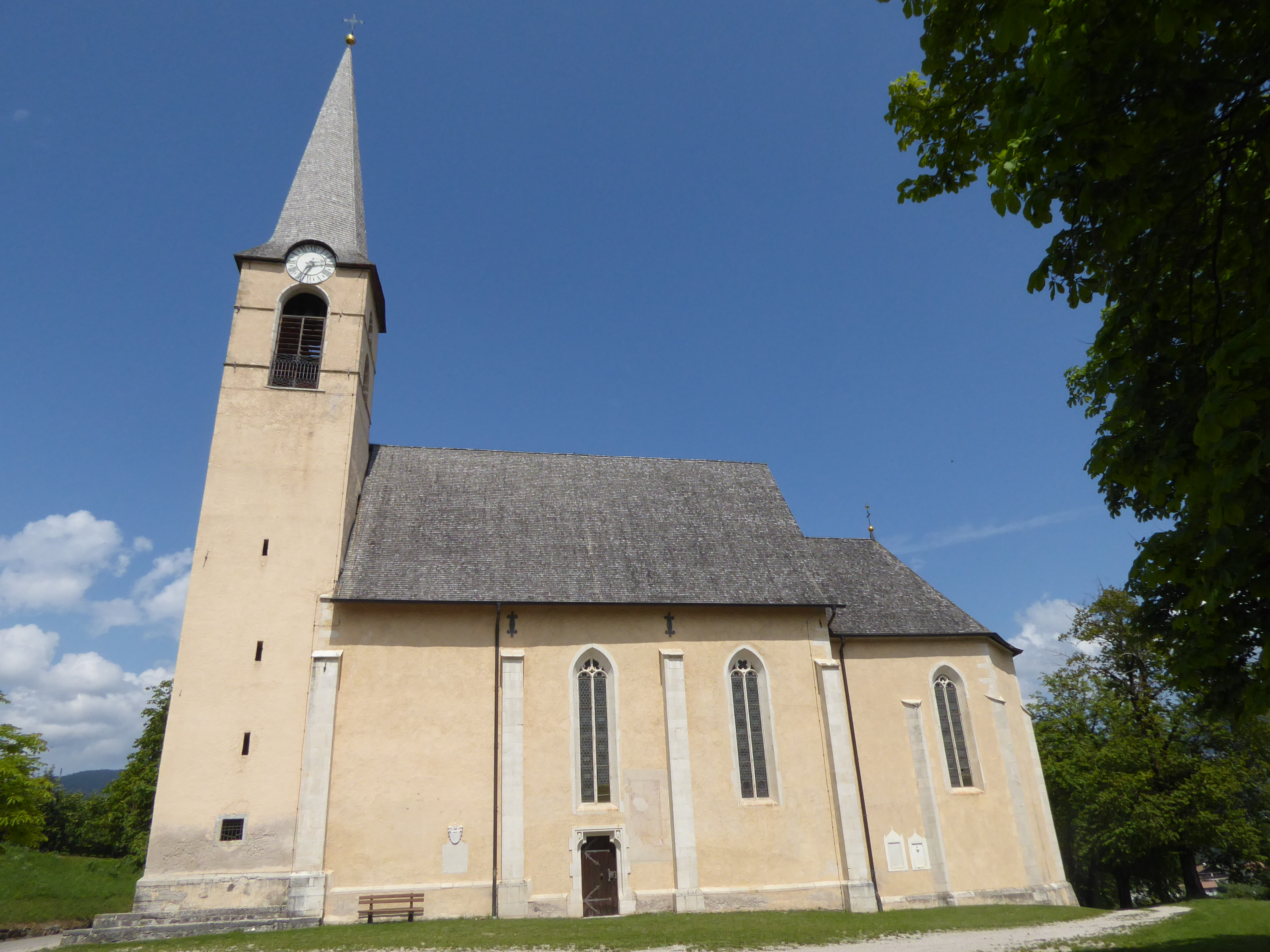
Pfarrkirche San Floriano
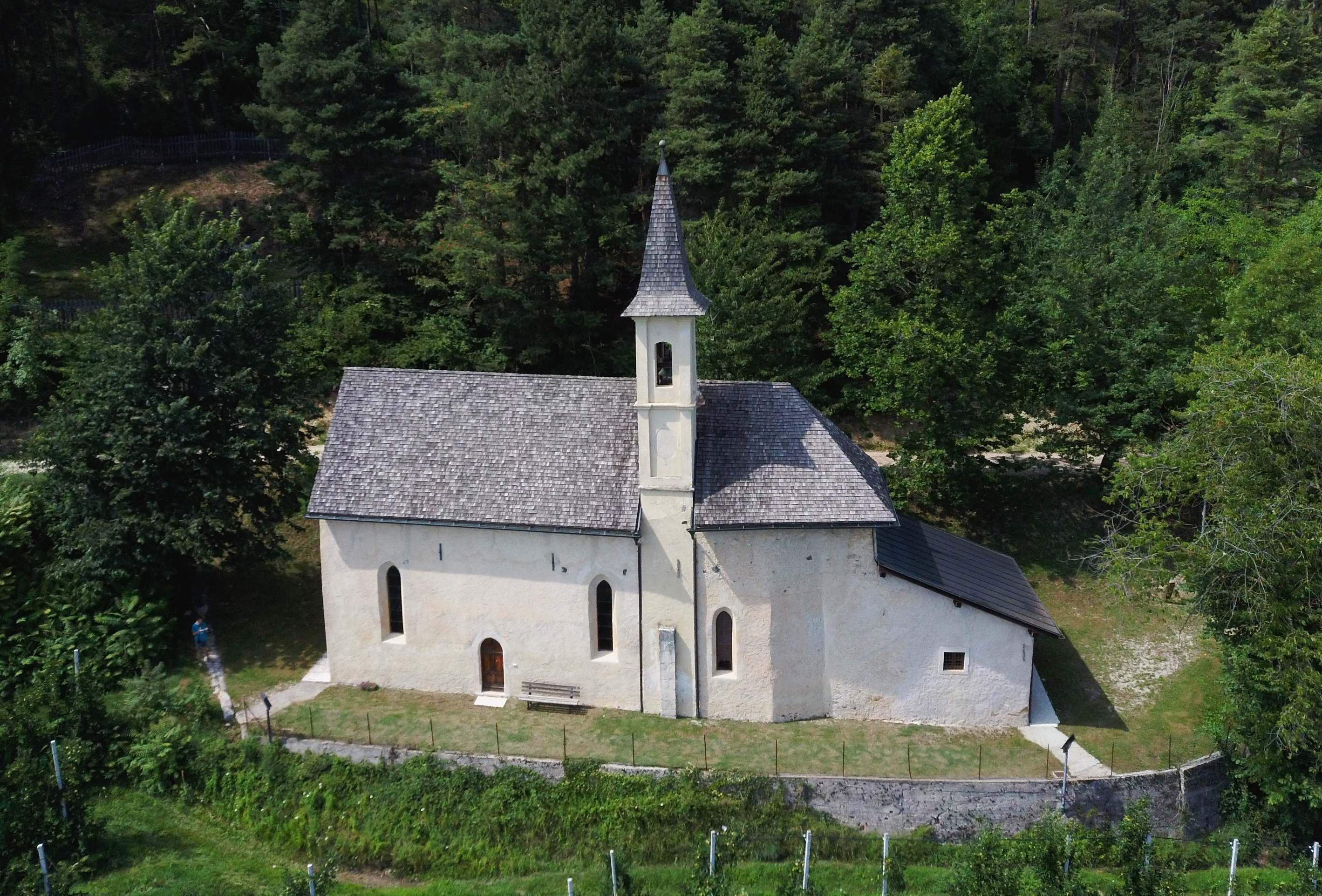
Kirche Mariä Geburt
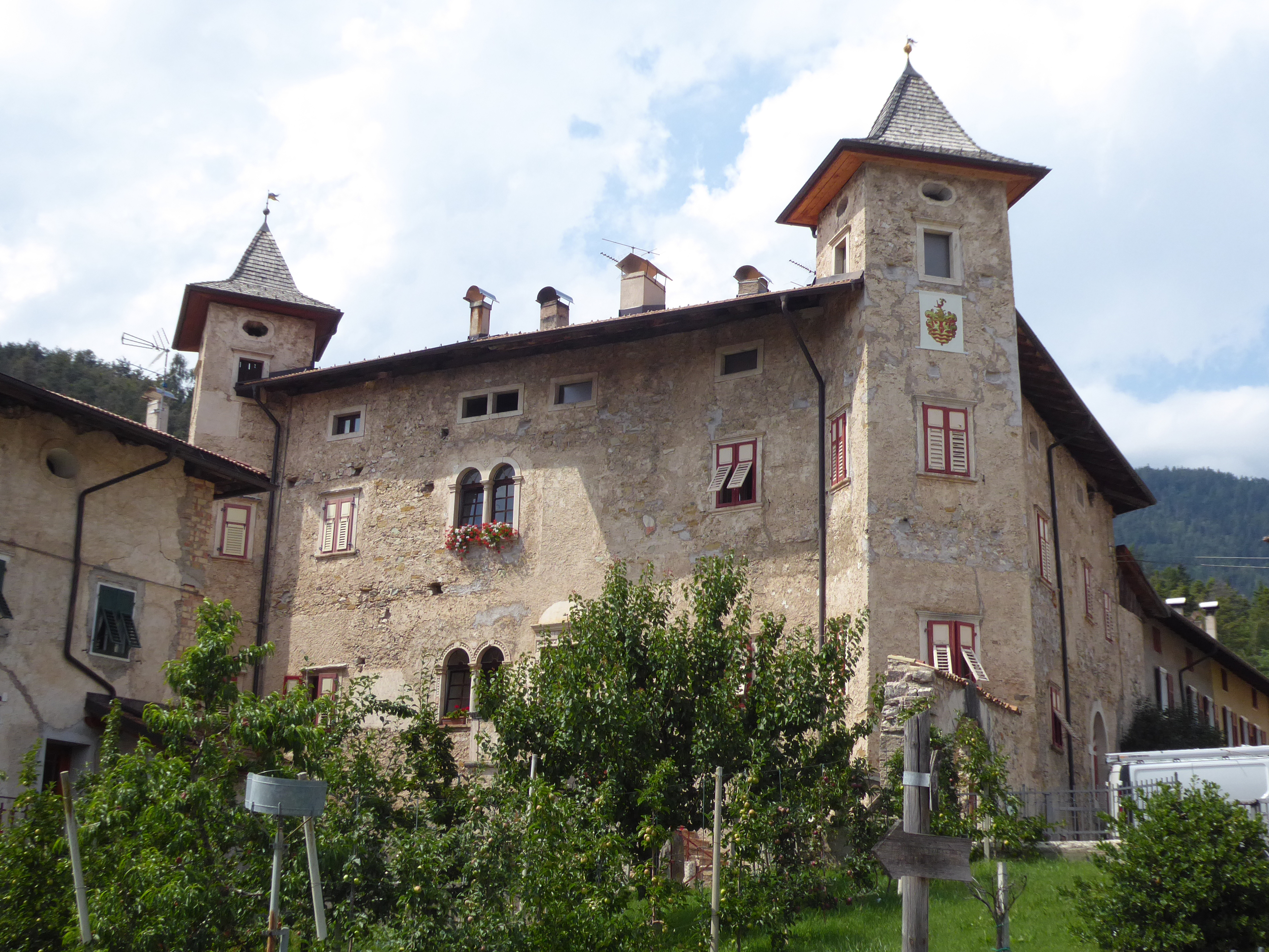
Castel San Giovanni
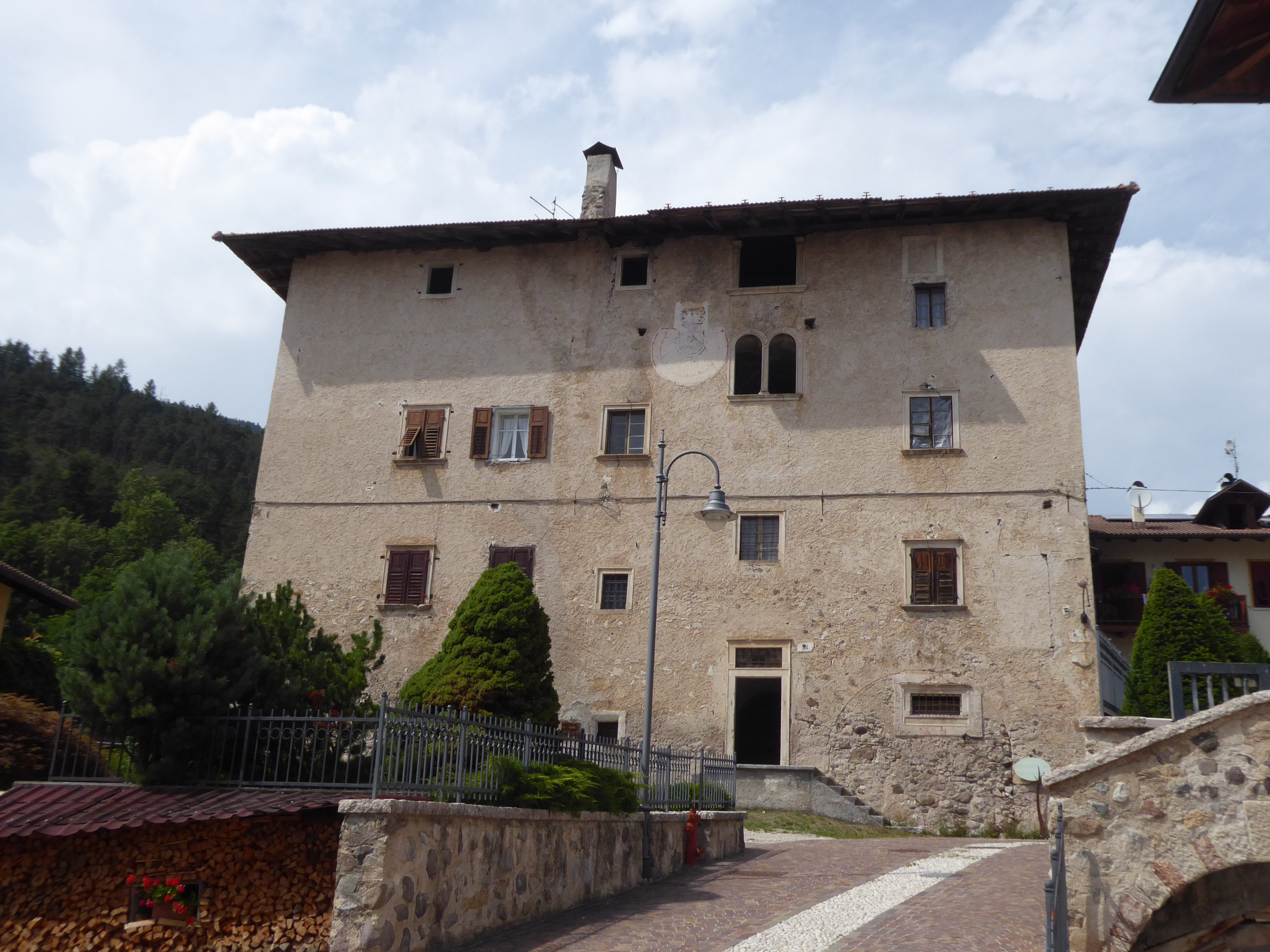
Palazzo de Manincor oder Freieck
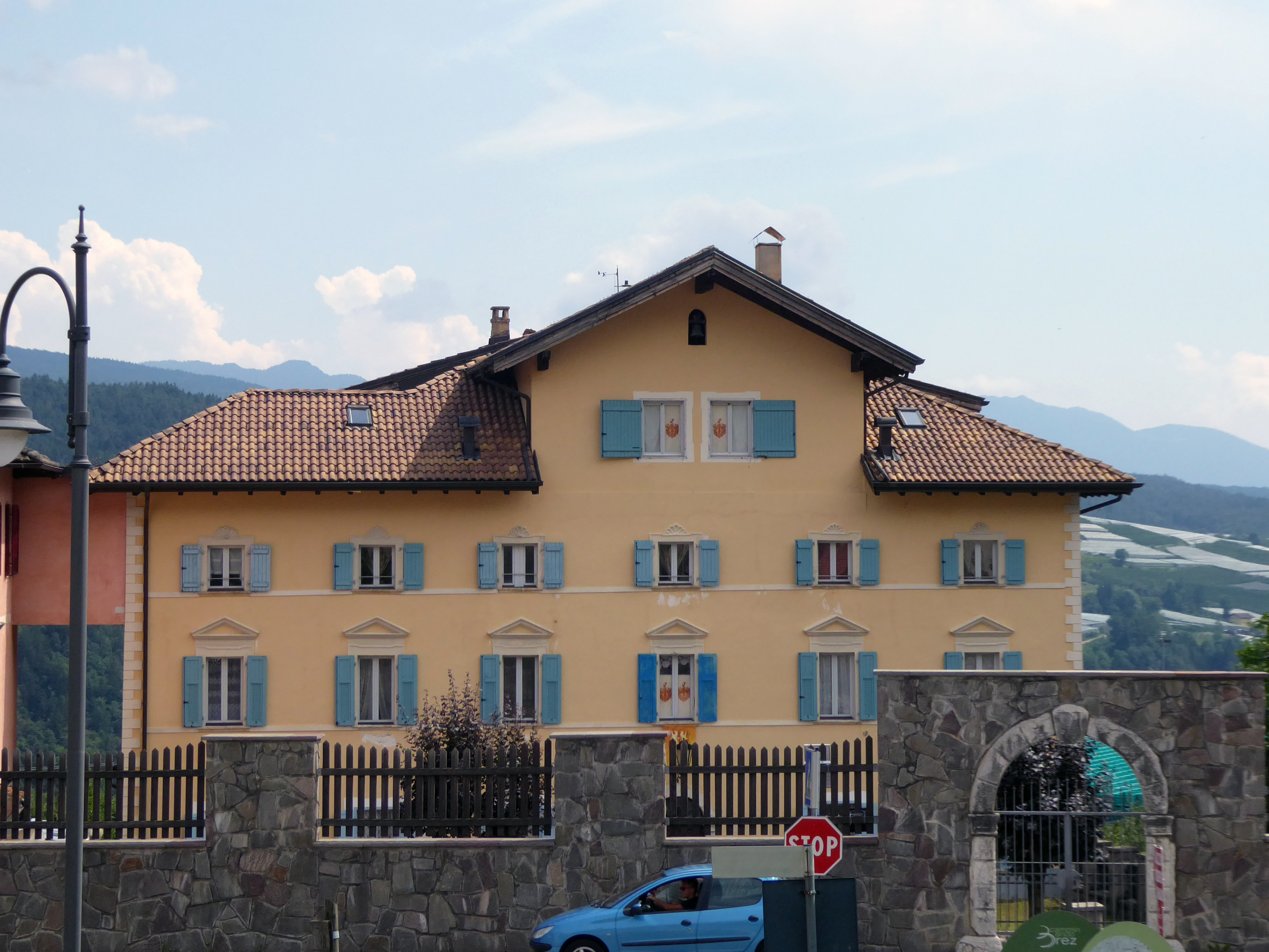
Palazzo Arzberg Freihaus

- Pfarrkirche San Floriano
- Kirche Mariä Geburt
- Palazzo de Manincor oder Freieck
- Castel San Giovanni
- Palazzo Arzberg Freihaus